# GFKスロボダ・ウジツェ
グラズキ・フドバルスキ・クルブ・スロボダ・ウジツェ（セルビア語: Градски фудбалски клуб Слобода Ужице, セルビア・クロアチア語: Gradski fudbalski klub Sloboda Užice）は、セルビアのウジツェをホームタウンとするサッカークラブである。

## 歴史
クラブは1925年に創設され、最初の公式試合は1926年6月24日に行われた。クラブはグラジャンスキ（Građanski）、ブドゥチノスト（Budućnost）を経て、活動を停止していた第二次世界大戦時の占領下から解放後の1945年5月5日に元のクラブ名であるスロボダの名前で再建された。
2010年、スルプスカリーガに所属していたスロボダは、2009-10シーズンのプルヴァリーガ2位でスーペルリーガ昇格を決めていたFKセヴォイノ・ポイント（FK Sevojno Point）と合併し、FKスロボダ・ポイント・セヴォイノ（FK Sloboda Point Sevojno）に改称した。2011年10月13日、FKスロボダ・ウジツェの名前が復活した。

## 過去の成績
| シーズン | リーグ           | 順位 | 試 | 勝 | 分 | 敗 | 得 | 失 | 差  | 点 | セルビア・カップ |
| -------- | ---------------- | ---- | -- | -- | -- | -- | -- | -- | --- | -- | ---------------- |
| 2009-10  | スルプスカリーガ | 03位 | 30 | 16 | 4  | 10 | 43 | 26 | +17 | 52 |                  |
| 2010-11  | スーペルリーガ   | 06位 | 30 | 12 | 7  | 11 | 34 | 35 | -1  | 43 |                  |
| 2011-12  | スーペルリーガ   | 05位 | 30 | 15 | 6  | 9  | 42 | 35 | +7  | 51 |                  |
| 2012-13  | スーペルリーガ   | 05位 | 30 | 11 | 12 | 7  | 39 | 37 | +2  | 45 |                  |
| 2013-14  | スーペルリーガ   | 16位 | 30 | 7  | 7  | 16 | 21 | 38 | -17 | 28 |                  |
| 2014-15  | プルヴァリーガ   | 12位 | 30 | 8  | 12 | 10 | 24 | 28 | -4  | 36 |                  |

## 歴代所属選手
- ミラン・ジヴァディノヴィッチ 1966-1968
- ラドミル・アンティッチ 1967-1968
- ミロヴァン・ライェヴァツ 1985-1986
- リュビンコ・ドルロヴィッチ 1988-1989
- ドゥシュコ・サヴィッチ 1988-1990
- ミロラド・コラチ 1988-1994
- ラディシャ・イリッチ 1995-1998
- ダミル・カフリマン 2001-2003
- ニコラ・マクシモヴィッチ 2010-2012
- フィリプ・カサリツァ 2011-2012
- ボグダン・プラニッチ 2011-2012
- 小川圭佑 2013
- 奥野将平 2013-2014
- ニコラ・ヴァシリェヴィッチ 2013-2014
- ニコラ・チュミッチ 2015-2016
- ウロシュ・ジェリッチ 2016-2017
- ステファン・トリプコヴィッチ 2022

## 歴代監督
- ミロヴァン・ライェヴァツ 1994-1996